# Philipp Friedrich Gmelin
Philipp Friedrich Gmelin (19 de agosto de 1721-9 de mayo de 1768) fue un profesor de botánica y química. Estudió el antimonio y escribió textos sobre el conducto de Winsurg, aguas minerales, y Botánica.
Fue hermano del famoso viajero Johann Georg Gmelin, y padre del naturalista Johann Friedrich Gmelin. Obtuvo su MD en 1742 en la Universidad de Tubinga, con Burchard Mauchart como supervisor de tesis. 

## Obra
- Specifica methodus recentior, cancrum sanandi, cuius historiam, analysimque chemicam, et medicam practicam. Erhardt, Tubingae 1757.

- con Albrecht von Haller: Vorrede zu Onomatologia medica completa [...] oder Vollstaendiges Lexicon [...] der Naturgeschichte. Frankfurt am Main y Leipzig 1758.

## Honores
Fue elegido Miembro de la Royal Society en 1758.
- La abreviatura «P.F.Gmel.» se emplea para indicar a Philipp Friedrich Gmelin como autoridad en la descripción y clasificación científica de los vegetales.[2]